# 戈爾 (密蘇里州)
戈爾（英語：Gore）是位於美國密蘇里州沃倫縣的非建制地區。

## 歷史
戈爾的郵局於1894年設立，其後於1953年停運。

## 地理
戈爾所處的海拔為高於海平面156米（即512英呎），而該地所採用的時區為UTC-6，即北美中部時區（CST）。同時該地設有夏令時間，為UTC-6調快一小時，即UTC-5（CDT）。